# Alf Segersäll
Alf Ove Segersäll, född 16 mars 1956 i Virsbo, är en svensk tävlingscyklist, som var professionell i Italien 1978–1986. Han har bland annat vunnit lagtempot och en individuell i Giro d'Italia 1983. Han deltog i linjeloppet i olympiska sommarspelen 1976 i Montréal. Åren 1976 till 1980 tillhörde Alf Segersäll IF Saabs cykelsektion, som då var Sveriges ledande cykelklubb. Under denna tid erövrade Alf Segersäll en rad framgångar både internationellt och nationellt. Bland annat kan omnämnas guld i Gran Premio Fiore i Italien, guld i 100 km lagtempo med Claes Göransson, Tord Philipson och Lennart Fagerlund i Nordiska Mästerskapen, SM-guld i 180 km linjelopp, SM-guld i 50 km lagtempo med Mats Gustavsson och Claes Göransson, SM-guld i 70 km lagtempo med Claes Göransson och Mats Mikiver, samtliga dessa framgångar under 1977. Segersäll erövrade också guld i Babygirot (Italien runt för amatörer) 1979, samt blev NM-tvåa i lagtempo med Tommy Prim, Claes Göransson och Mats Mikiver. Tempolaget kom även femma i VM samma år.